# 클리퍼 매거진 스타디움
클리퍼 매거진 스타디움(영어: Clipper Magazine Stadium)은 미합중국 펜실베이니아주 랭커스터에 위치한 다목적 경기장이다. USL 펜 FC 제2홈 경기장이며 독립 리그 애틀란틱 리그 랭커스터 반스토머스의 홈 경기장이다.